# Авила, Гастон
Гастон Лусиано Авила (исп. Gastón Luciano Ávila; родился 30 сентября 2001 года) — аргентинский футболист, левый защитник нидерландского клуба «Аякс», выступающий на правах аренды за бразильскую «Форталезу».

## Клубная карьера
Авила — воспитанник клубов «Росарио Сентраль» и «Бока Хуниорс». 3 февраля 2020 года в матче против «Тальерес» он дебютировал в аргентинской Примере в составе последних. В своём дебютном сезоне Гастон помог клубу выиграть чемпионат. В начале 2021 года Авила в поисках игровой практики на правах аренды вернулся в «Росарио Сентраль». 15 февраля в матче против «Архентинос Хуниорс» он дебютировал за новую команду. 3 августа в поединке против «Альдосиви» Гастон забил свой первый гол за «Росарио Сентраль». По окончании аренды он вернулся в «Бока Хуниорс».
Летом 2022 года Авила перешёл в бельгийский «Антверпен».
22 августа 2023 года перешёл в амстердамский «Аякс», подписав пятилетний контракт. Сумма трансфера составила 12,5 млн евро.
18 января 2025 года перешёл на правах аренды в бразильскую «Форталезу».

## Достижения
«Бока Хуниорс»
- Чемпион Аргентины: 2019/20
- Обладатель Кубка Профессиональной лиги Аргентины (2): 2020, 2022
- Обладатель Суперкубка Аргентины: 2018

«Антверпен»
- Чемпион Бельгии: 2022/23
- Обладатель Кубка Бельгии: 2022/23
- Обладатель Суперкубка Бельгии: 2023